# The Rhythm of the Night
The Rhythm of the Night is een nummer van de Italiaanse Eurodance band Corona. Het is de eerste single van hun gelijknamige debuutalbum uit 1993. Het nummer werd op 5 november van dat jaar oorspronkelijk uitgebracht op single, maar werd toen géén hit.
"The Rhythm of the Night" werd in de zomer van 1994 opnieuw uitgebracht en werd toen een wereldwijde danshit en ook veruit de grootste hit voor Corona.

## Achtergrond
De single werd een wereldwijde hit en behaalde de nummer 1-positie in thuisland Italië. In de Verenigde Staten werd de 11e positie bereikt in de Billboard Hot 100, in Nieuw-Zeeland de 7e en in Australië de 8e positie. In het Verenigd Koninkrijk werd de 2e positie behaald in de UK Singles Chart en in de Eurochart Hot 100 werd de 17e positie bereikt.
In Nederland werd de single destijds veel gedraaid op de landelijke radiozenders en werd een grote hit. De single bereikte de 6e positie in de Nederlandse Top 40 op destijds Radio 538 en piekte op de 4e positie in de destijds nieuwe publieke hitlijst op toen  Radio 3FM; de Mega Top 50.
In België bereikte de single de 13e positie in de voorloper van de Vlaamse Ultratop 50 en de 20e positie in de Vlaamse Radio 2 Top 30. In Wallonië werd géén notering behaald.